# Seksuologia
Seksuologia – dziedzina zajmująca się szeroko pojętą seksualnością człowieka: potrzebami seksualnymi (także ich zaburzeniami lub brakiem), prawidłowym życiem seksualnym człowieka zarówno w sferze ciała, jak i ducha, odczuwanymi uczuciami, relacjami z innymi ludźmi, a także resztą otaczającego świata. W sferze seksuologii mieszczą się wszelkie aspekty płciowości człowieka. Ma charakter interdyscyplinarny. Dziedziny wiedzy, których jest częścią, to antropologia, medycyna, psychologia, socjologia.

## Podział seksuologii

### Seksuologia kliniczna (seksiatria)
Dyscyplina położona w obrębie medycyny i psychologii zajmująca się zaburzeniami seksualności; ich etiologią, patogenezą, symptomatologią i leczeniem.
Zainteresowania seksuologii klinicznej obejmują parafilie seksualne, dysfunkcje seksualne oraz zaburzenia relacji partnerskiej w kontekście zachowań normatywnych.

### Seksuologia sądowa
Część seksuologii związana z badaniami etiologii działań seksualnych naruszających obowiązujące przepisy prawne (w szczególności kodeksu karnego). Przedmiotem tego obszaru wiedzy jest też tworzenie charakterystyk osób dopuszczających się wymienionych naruszeń (sprawca preferencyjny, sprawca zastępczy, sprawca kazirodczy), opracowywanie sposobów leczenia tych osób, w tym w ujęciu terapii poznawczo-behawioralnej.
Stanowi łącznie z leczeniem sprawców przestępstw seksualnych kierunek nauczania na studiach medycznych. W jego ramach m.in. ujęte jest diagnozowanie czynników zagrożenia nawrotem (recydywą) w ujęciu dynamicznym i statycznym, tworzenie ekspertyz na potrzeby postępowań sądowych w sprawach przestępstw seksualnych, budowanie więzi terapeutycznych ze sprawcami poddanymi leczeniu, przygotowanie do przeprowadzania terapii w lecznictwie (w tym psychiatrycznym) oraz zakładach karnych i poprawczych.

### Seksuologia społeczna
Dziedzina skupiająca się na badaniu i analizowaniu zależności między ludzką seksualnością i wpływem społeczeństwa na nią poprzez działania restrykcyjne i permisywne.

### Seksuologia kulturowa
Opisuje historię zachowań seksualnych na przestrzeni lat oraz ich zróżnicowanie w zależności panujących w danej społeczności zwyczajów.

## Historia

### Od XIX wieku do II wojny światowej
Za pierwszą pracę naukową w seksuologii można uznać wydaną w 1837 roku monografię De la prostitution dans la ville de Paris (Prostytucja w mieście Paryż) autorstwa Alexandera Jeana Baptiste Parent-Duchatelet, będącą efektem badań na 3558 zarejestrowanych prostytutkach.
Mimo dużej pruderii i obyczajowej represyjności epoki wiktoriańskiej głównymi centrami początkowego rozwoju tej dyscypliny były Anglia oraz Niemcy. W 1886 roku Richard Freiherr von Krafft-Ebing opublikował Psychopathia Sexualis – moment ten jest uznawany za symboliczny początek seksuologii jako dziedziny naukowej.
W tym samym czasie Havelock Ellis krytykował w Anglii wiktoriańską moralność, opowiadając się za prawem kobiet do przyjemności seksualnej i kontroli płodności. Wbrew obowiązującym wówczas poglądom głosił, że masturbacja nie jest szkodliwa dla zdrowia, a w 1897 wydał Sexual Inversion będące naukowym opisem relacji osób homoseksualnych (samo to określenie zostało wprowadzone przez Karl-Maria Kertbeny) bez przedstawiania ich jako chorobliwe ani grzeszne. Stworzył również wiele pojęć psychoseksualnych takich jak autoerotyzm czy narcyzm, które następnie zostały rozwinięte przez Zygmunta Freuda.
W 1897 roku Magnus Hirschfeld zawiązał Komitet Naukowo-Humanitarny, będący organizacją walczącą o prawa mniejszości seksualnych. Następnym krokiem było utworzenie Instytutu Seksuologicznego w Berlinie, w szczytowym okresie przyjmującego 20 tys. pacjentów rocznie i będący największym ówczesnym ośrodkiem pomocy osobom transseksualnym. W maju 1933 został on splądrowany przez nazistowskie bojówki Niemieckiego Związku Studentów, a jego biblioteka spalona, co wymusiło zakończenie jego działalności.

### Czasy powojenne
Po II wojnie światowej seksuologia przeżyła swój renesans w Stanach Zjednoczonych powstały w wyniku publicznego zainteresowania raportem Kinseya. Wnioski wyciągnięte przez Alfreda Kinseya zostały w następnych latach podważone ze względu na niereprezentatywną grupę badanych, wzbudziły jednak one dyskusję na temat ludzkiej seksualności i obyczajowości.
W latach 50. John Money rozwinął teorie dotyczące tożsamości seksualnej, czego efektem był rozwój protokołów postępowania z interpłciowymi noworodkami i dziećmi.
W tym samym czasie w Czechosłowacji Kurt Freund wynalazł pletyzmograf prąciowy, który w zamierzeniu twórcy miał służyć do sprawdzenia orientacji seksualnej wśród kandydatów do wojska.
W 1956 roku William Masters nawiązał współpracę z Virginią Johnson, której wynikiem była książka Human Sexual Response (1966) będąca najdokładniejszym ówcześnie opisem reakcji seksualnych człowieka. Duet ten wprowadził również stosowany do dzisiaj linearny 4 fazowy model reakcji seksualnej, zakładający progresywne następowanie po sobie czterech faz: podniecenia, plateau, orgazmu i odprężenia.

### XXI wiek
W 26 września 1999 roku, na XIV Światowym Kongresie Seksuologów, zgromadzenie generalne Światowego Towarzystwa Seksuologicznego przyjęło Powszechną Deklarację Praw Seksualnych.

### Seksuologia w Polsce
Jednym z pionierów polskiej seksuologii kulturowej jest Bronisław Malinowski, który w 1929 roku opublikował monografię The Sexual Life of Savages in North-Western Melanesia (Życie seksualne dzikich w północno-zachodniej Melanezji).
Pierwszym Polakiem z tytułem specjalisty seksuologa stał się w 1963 roku Kazimierz Imieliński, który następnie w 1973 roku zorganizował pierwszą w kraju akademicką placówkę seksuologiczną – Zakład Seksuologii w Akademii Medycznej w Krakowie.
Dużą rolę w zapoczątkowaniu większej otwartości w sprawach seksu i życia seksualnego w Polsce odegrała Michalina Wisłocka, której wydany w 1978 r. poradnik Sztuka kochania stał się bestsellerem (nakład łączny 7 mln egzemplarzy) oraz Zbigniew Lew-Starowicz, autor wielu książek i felietonów przybliżających tę tematykę w czasopismach studenckich i popularnonaukowych.

## Seksuologia jako specjalizacja medyczna
Seksuologia jest w Polsce jedną ze specjalizacji lekarskich, która trwa 2 lata. Jest jedną ze specjalizacji drugorzędowych. Jej konsultantem krajowym od 17 czerwca 2024 roku jest dr Andrzej Depko.
W Polsce istnieje również specjalizacja z psychoseksuologii, która trwa 4 lata. Kształcić się w niej mogą magistrzy psychologii. Stanowi ona rolę uzupełniającą względem lekarza seksuologa zajmując się diagnozą i opiniowaniem psychologiczno-seksuologicznym, leczeniem i rehabilitacją zaburzeń i problemów seksualnych metodami psychologicznymi, prowadzeniem profilaktyki, promocji i edukacji w zakresie zdrowia seksualnego. W dziedzinie psychoseksuologii nie istnieje stanowisko konsultanta krajowego.